# Шпицы
Шпицы — одна из вершин горного массива Черногора (Украинские Карпаты). Расположена в Верховинском районе Ивано-Франковской области, в пределах Карпатского национального природного парка.
Высота горы — 1863 м. Гора расположена в центральной части Черногорского массива, в нескольких километрах к северо-востоку от главного хребта и соединена с ним пологой седловиной.
Шпицы — одна из интереснейших гор в Карпатах. Её восточные склоны опоясаны скальными выступами высотой 20-50 м.
Скалы, которых, по некоторым данным, насчитывается 15 рядов, сформированных преимущественно из олигоценовых магурского песчаника, они являются следствием давнего горного оледенения, что произошло в Карпатах в четвертичный период.
На северо-западе от горы располагается большая котловина горы Данциж, ограниченная хребтами Большие и Малые Кизлы. Чуть правее, по направлению к северу от горы Шпицы, виднеется гора Гомул, а ещё правее, на северо-восток — гора Большая Маришевска. На юге расположена гора Бребенескуль — вторая по высоте вершина не только Черногоры, но и всей Украины. На южных склонах раскинулся ледниковый кар, грандиозный по своим размерам и красоте, который ещё называют урочищем Гаджина. Он образован скалистыми склонами гор Шпицы и Ребра. Именно здесь, по словам местных жителей, похоронен Олекса Довбуш, проводник повстанцев. Здесь же в 1878 году был построен и работал первый в Украинских Карпатах приют для туристов, названный в честь Яна Грегоровича, одного из основателей Татранского Общества в Коломые. А первый указатель на гору Шпицы был установлен ещё в 1884 году.
В урочище Гаджина туристы бывают редко, летом время от времени сюда заходят пастухи (преимущественно из ближайшего к горе села Быстреца), которые пасут овец, лошадей и коров.
Гора Шпицы покрыта травяным и полукустарниковыми альпийскими лугами. Здесь встречаются такие редкие представители флоры, как линнея северная, эдельвейс альпийский, соссюрея альпийская, Кортуза Маттиоли и т. д.
Время от времени на скале горы Шпицы приезжают альпинисты, хотя и не так массово, как, например, на Скалы Довбуша в Бубнище.